# Dora Prince
María del Pilar Rodríguez (Maipú, 3 de octubre de 1930 - Buenos Aires, 29 de enero de 2015) conocida artísticamente como Dora Prince fue una actriz argentina de cine, teatro y televisión.
En 1976 se hizo reconocida a nivel nacional por su participación en la telenovela El amor tiene cara de mujer.

## Biografía

### Primeros años
Viajaba todos los días a Mendoza desde Maipú, una población a 15 km al sureste de la ciudad, para estudiar con la directora rusa Galina Tolmacheva (1895-1988), que se había establecido en Mendoza.
Empezó a trabajar a los 14 años en los radioteatros de Radio Aconcagua (actualmente Radio Nacional Mendoza). Ya en 1946 había programas en los que figuraba en los elencos con su verdadero nombre (María del Pilar Rodríguez). Más tarde integró los repartos de radioteatro de Oscar Ubriaco Falcón y Luis Francese, con libretos de la guionista y actriz Leda Vial.

Allá por los cuarenta, como cualquier adolescente, yo era una romántica, y quería que alguien me llamara «princesa». Como nadie lo hacía, me puse Prince. Y Dora porque siempre me gustó.
Dora Prince

Como en la ciudad provinciana no existían escuelas de teatro ―Galina Tolmacheva fundaría la suya en 1949―, viajó a Buenos Aires para rendir el examen de ingreso en la Escuela Nacional de Arte Dramático.

Mi mamá me dejó porque pensaba que me iban a bochar, y que entonces la iba a dejar en paz, pero yo quería ser artista o nada. Y como me aprobaron, me quedé, y apenas recibida empecé a trabajar.
Dora Prince

Su primer maestro fue Osvaldo Bonet (1918-2013). Estudió también con el gran director barcelonés Antonio Cunill Cabanellas (1894-1969).

### Radio
El 9 de julio de 1950, durante el Gobierno de Juan Domingo Perón, se creó en Radio Nacional el ciclo Las dos carátulas: el teatro de la Humanidad, con un repertorio universal y libretos de gran calidad. Allí tuvieron su primer trabajo actores jóvenes como Alfredo Alcón, Norma Aleandro, Violeta Antier, Marta Argibay, Alicia Berdaxagar, Guillermo Brédeston, Carlos Carella, Eva Dongé, Carlos Estrada y María Rosa Gallo. Los domingos actuaban en vivo, y el auditorio de la radio se llenaba. Por entonces, se decía que la gente volvía de sus quintas más temprano para escuchar el programa. Este comienzo le permitió mantenerse económicamente y vivir en Buenos Aires.
Ingresó en el elenco estable de la radio y hacía toda la programación. Por ejemplo, en el ciclo Campo argentino ―que realizaba a dúo con Alfredo Alcón―, al modo de una ficción, explicaba cómo realizar todas las actividades agrícolas, como sembrar, enfardar, etc.

### Teatro
Comenzó a trabajar en el teatro profesional en la compañía de Lola Membrives (1888-1969).

En la radio nos daban permiso para hacer teatro y volver. Mi primera gran obra fue La malquerida, de Jacinto Benavente, y luego Proceso a Jesús, dirigida por Luis Motura. Ahí comenzó mi camino, yendo y viniendo de la radio, y finalmente, cuando empezó la televisión, ya dejé la radio.
Dora Prince

### Televisión
En 1976 se hizo reconocida a nivel nacional por su participación en la telenovela El amor tiene cara de mujer, escrita por Nené Cascallar, en la que acompañaba a Virginia Lago, Cristina Tejedor, Beatriz Día Quiroga y Christian Bach.

Aunque lo que más gustó siempre fue el teatro, el actor de televisión recibe mucho, tiene más cerca al público, porque una siente que está llegando a millones de personas. En cambio, la radio tiene el encanto de la imaginación, uno puede ser joven e interpretar a un viejito, y al revés, si tiene buena voz
Dora Prince

### Vida privada
Estuvo casada con el actor Leopoldo Verona (seudónimo de Leopoldo José Verolín, 1931-2014).

Tuve épocas de inactividad. El trabajo del actor es inestable. Uno puede trabajar todo un año, con mucho éxito, y al año siguiente tal vez no haga nada. El trabajo del actor es muy hermoso, trabaja con la energía, con su cuerpo, con su voz, tiene la gran aventura de ser otro, y cuando lo hace con intensidad, es una tarea muy gratificante. Pero también está la otra cara de la moneda: es inestable. Nuestra ocupación no tiene la continuidad de cualquier otro trabajo, eso se sufre y yo lo he sufrido en varios períodos de mi vida. Pero, como mi marido [Leopoldo Verona] es actor, cuando no trabajaba yo, trabajaba él.

Lo último que hice fue ¡Jettatore!, con la conducción de Javier Portales. También un recital de poemas en el café Tortoni, con obras de Braceli, Tejada Gómez, Guillermo Kaul y Margarita Vadell. Pero, en cualquier momento suena el teléfono, y hay que alistarse.
Dora Prince, en 2004

### Sindicalismo
Desde 2007 forma parte del directorio de la entidad teatral Proteatro, junto con Francisco Carcavallo, el actor y director Enrique Dacal, el actor Mauricio Minetti, la investigadora Cora Roca, la actriz Gabriela Lerner y el autor y director Néstor Sabatini.

### Fallecimiento
La primera actriz Dora Prince murió el jueves 29 de enero de 2015 por causas naturales. Un año atrás había fallecido su esposo. Sus restos fueron velados, y finalmente incinerados en el Cementerio de la Chacarita. Tenía 84 años.

## Trabajos

### Cine[8]
- 1954: El cartero, de Homero Cárpena, con Jorge Casal, Eduardo Cobas, Homero Cárpena, Ricardo de Rosas, Emilio Durante, Haydeé Larroca, Tito Lusiardo, Beatriz Taibo.[1][9] Sin acreditar.
- 1983: El arreglo, dirigida por Fernando Ayala, guion de Roberto Cossa y Carlos Somigliana, con Federico Luppi, Rodolfo Ranni, Julio de Grazia, Haydée Padilla, Susú Pecoraro, Manuel Callau, Mario Alarcón, Fernando Álvarez y Andrea Tenuta.[10][11]
- 1989: Cuatro caras para Victoria, dirigida por Oscar Barney Finn, guion de Ernesto Schóo y Oscar Barney Finn, con China Zorrilla, Laura Palmucci, Julia von Grolman, Carola Reyna, Nacha Guevara, Selva Alemán, Arturo Maly, Hugo Soto, Eduardo Pavlovsky y Teresa Costantini. Se estrenó el 10 de diciembre de 1992.[12]

### Televisión[13]
- 1960: Soledad Monsalvo, por Canal 11.
- 1970: Gran Teatro Universal (episodio "Primarosa"), por Canal 7.
- 1971: Alta comedia (episodio "Envidia"), por Canal 9.
- 1972: Teleteatro Palmolive del Aire (episodio "La pecosa"), por Canal 13.
- 1972: Alta comedia (episodio "¿Quién mató a María Raquel?"), por Canal 9.
- 1972: Alta comedia (episodio "El lobo") como Teresa, por Canal 9.
- 1972: El lobo, por Canal 9.
- 1973: Jugar a morir, como Dora, por Canal 13 y Canal 2.
- 1973: La novela mensual (episodio "Proceso a una mujer libre") como Julieta, por Canal 9.
- 1975/1976: Alguna vez, algún día, por Canal 9.
- 1976: El amor tiene cara de mujer, por Canal 9.
- 1978: Teatro de humor, por Canal 9.
- 1982: Los siete pecados capitales (episodio "La avaricia"), como Marta, por ATC (Argentina Televisora Color).
- 1980/1981: Trampa para un soñador, como Mariana, por Canal 9.
- 1981: Quiero gritar tu nombre, por Canal 9.
- 1982: Las 24 horas (episodio "Veinticuatro horas antes del despido"), como Alicia, por Canal 13.
- 1982: Las 24 horas (episodio "Veinticuatro horas antes de la revelación"), como Mariana, por Canal 13.
- 1982: Las 24 horas (episodio "Veinticuatro horas antes del desamparo"), como Leticia, por Canal 13.
- 1982: Extraño desencuentro, por Canal 9.
- 1986: El vidente, por Canal 9, con Arnaldo André y Gigí Ruá.
- 1989: La extraña dama, como Carmen, por Canal 9; escrita y dirigida por Diana Álvarez y Juan David Elicetche, con Jorge Martínez, Luisa Kuliok, Raúl Rizzo, Lita Soriano, Aldo Barbero, Tincho Zabala, Marta Albertini, Alfredo Iglesias y Néstor Hugo Rivas.[14]
- 1990: Una voz en el teléfono, como Sor Karen, por Canal 9.
- 1993: Alta comedia (episodio "La baronesa de los aromos"), por Canal 9.
- 1995: Leandro Leiva, un soñador, por Canal 9.

### Teatro[13]
- 1962: El gran canalla, de Gerardo Ribas, dirigida por Esteban Serrador, con Amadeo Novoa y Berta Ortegosa; en el teatro San Martín.[15]
- 1965: Reunión de familia, de T. S. Eliot, dirigida por Francisco Silva, con Milagros de la Vega, Mercedes Sombra y Leopoldo Verona (esposo de Dora Prince); en el teatro San Martín.[16]
- 1966: El vicario, en gira por el interior del país porque había sido prohibida en Buenos Aires; dirigida por Osvaldo Terranova, con Alfonso de Grazia, Lalo Hartich, Pedro Escudero y Fernando Labat.
- 1966: El bilingüe, de Pedro Krichmar, dirigida por Eduardo Vega, con Alberto Argibay, Juan Carlos Dual, Eduardo Rudy y Érika Wallner; en el teatro San Martín.[17]
- 1968: La bottega del caffé.
- 1968: El charlatán de Venecia.
- 1987: Adiós, adiós Ludovica.
- 1993: La Celestina, de Fernando de Rojas, dirigida por Osvaldo Bonet, con Márgara Alonso, Graciela Araujo, Santiago Ceresetto, Adriana Filmus, Pablo Finamore, Laura Novoa, Juan Palomino, Pablo Ribot, Néstor Hugo Rivas y Mónica Santibáñez; en el teatro San Martín.[18]
- 2000: La valija del rompecabezas, de Mirko Buchin, con Diego Olivera, Mario Pasik, Juan Carlos Puppo y Viviana Saccone; en el teatro Regina-Tsu.[19]
- 2000: ¡Jettatore!, de Gregorio de la Ferrere, dirigida por Javier Portales, con Alfonso De Grazia, Alfredo Iglesias, Carlos Scornik,[20] Silvina Acosta, Adrián Azaceta y Max Berliner; en el teatro Alvear, y el teatro Regio.[21]
- 2001: Cuatro cartas.
- La casa de Bernarda Alba, con Aimara Bianquet.[22]
- 2010: Bodas de sangre.
- 2010 y 2011: ¡Flamenco!, sobre textos de Federico García Lorca; como actriz invitada.[23][24][25]
- 2011: Mariposas, en el ciclo Teatro × la Identidad.

Grabó algunos discos narrando cuentos.
- Ha nacido el niño Dios y Los Reyes Magos (Dora Prince y Carlos A. Carella [1925-1997], libreto y dirección de Ernesto F. Joseph Dahl), Discos Cu Cu, 78 rpm,[26] de color transparente.[27]
- Los pájaros y sus colores (Dora Prince y Carlos Alberto Carella, libreto y dirección de Ernesto F. Joseph Dahl), Discos Cu Cu, 78 rpm.[28]
- General José de San Martín (Dora Prince y Carlos Carella, libreto y dirección de Ernesto F. Joseph Dahl), Discos Cu Cu, serie Relatos Históricos, 78 rpm.[29][27]
- Juan Bautista Cabral (Dora Prince y Carlos Carella, libreto y dirección de Ernesto F. Joseph Dahl), Discos Cu Cu, serie Relatos Históricos, 78 rpm.[29]